# Heroes (Arthemis)
Heroes è il sesto album in studio degli Arthemis, uscito nel 2010 per l'etichetta discografica Helvete & Hate. È stato registrato  presso i Remaster Studio di Vicenza.
Tutte le musiche e le liriche sono di Andrea Martongelli.

## Tracce
1. Scars on scars - (Andrea Martongelli)
2. Vortex - (Andrea Martongelli)
3. 7Days (Andrea Martongelli)
4. This is revolution - (Andrea Martongelli)
5. Home - (Andrea Martongelli)
6. Crossfire - (Andrea Martongelli)
7. Heroes - (Andrea Martongelli)
8. Until the end - (Andrea Martongelli)
9. Resurrection - (Andrea Martongelli)
10. Road to nowhere - (Andrea Martongelli)

## Formazione
- Fabio Dessi – voce
- Andrea Martongelli - chitarra solista
- Damiano Perazzini - basso
- Corrado Rontani – batteria